# Kanton Saint-Genix-sur-Guiers
Kanton Saint-Genix-sur-Guiers (francouzsky Canton de Saint-Genix-sur-Guiers) je francouzský kanton v departementu Savojsko v regionu Rhône-Alpes. Tvoří ho 10 obcí.

## Obce kantonu
- Avressieux
- Champagneux
- Gerbaix
- Gresin
- Marcieux
- Novalaise
- Rochefort
- Sainte-Marie-d'Alvey
- Saint-Genix-sur-Guiers
- Saint-Maurice-de-Rotherens